# Adolf Poschmann
Adolf August Poschmann (ur. 2 stycznia 1885 w Nowej Wsi Wielkiej, zm. 24 grudnia 1977 w Münster) – historyk, pedagog, badacz historii Warmii.

## Życiorys

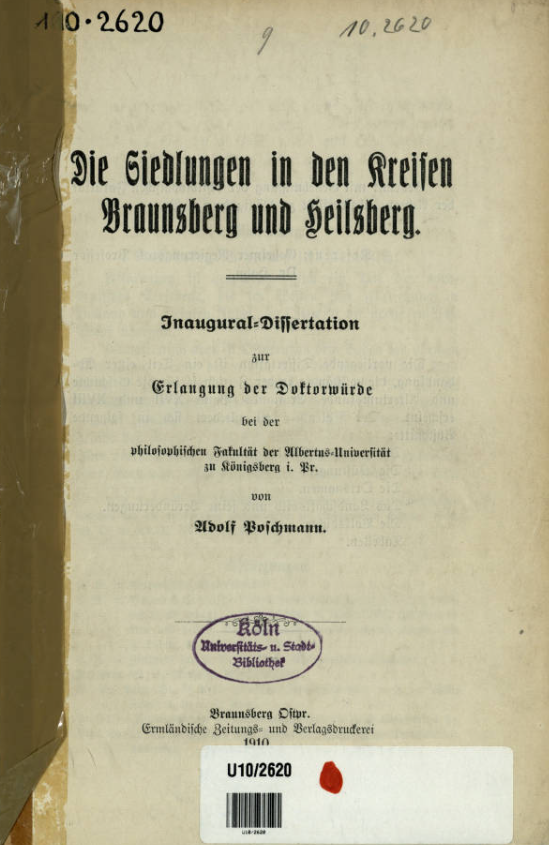
Strona tytułowa pracy doktorskiej

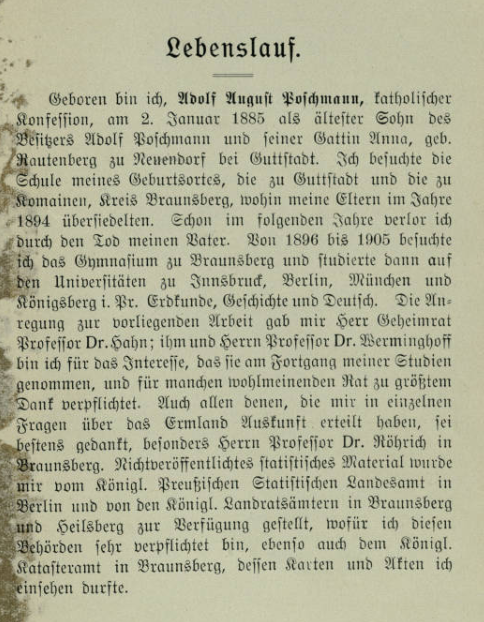
Życiorys na końcu pracy doktorskiej

### Pochodzenie
Był najstarszym synem Adolfa i Anny z domu Rautenberg.

### Szkoła i wykształcenie
Uczęszczał najpierw do szkoły w rodzinnej miejscowości, następnie uczył w Dobrym Mieście i w Braniewie, dokąd w 1894 przeprowadziła się rodzina. Już w następnym roku zmarła matka. Od 1895 do 1906 nauki pobierał w gimnazjum w Braniewie, które ukończył wraz z maturą na Wielkanoc 1905. Studiował geologię, historię i filologię germańską w Innsbrucku, Berlinie, Monachium i Królewcu. 8 marca 1910 roku na Uniwersytecie Królewieckim uzyskał doktorat z filozofii (bo do tego działu były przyporządkowane wtedy nauki historyczne) na podstawie pracy Die Siedlungen in den Kreisen Braunsberg und Heilsberg (Sieć osadnicza w powiatach braniewskim i lidzbarskim) napisanej pod kierunkiem prof. Friedricha Hahna.

### Praca zawodowa
W 1911 rozpoczął pracę w Madrycie jako nauczyciel języka niemieckiego w szkole przy ambasadzie niemieckiej w Madrycie. Od 1914 roku był kierownikiem niemieckiej szkoły (Oberschule) w Hiszpanii, w której był również wykładowcą. W 1921 roku po powrocie do Królewca rozpoczął pracę w miejscowym Hufengymnasium jako inspektor (Studienrat). W tym samym czasie uczył się również języka hiszpańskiego.
W 1921 roku przeprowadził się do Reszla, gdzie objął funkcje dyrektora miejscowego gimnazjum. Od 1931 do 1933 był dyrektorem Szkoły Zamkowej (Staatliche Schloß-Schule) w Braniewie. Po 1933 roku pracował tylko jako nauczyciel. W 1943 roku został przeniesiony przez NSDAP do gimnazjum w Gołdapi.
Prusy Wschodnie opuścił jeszcze przed wkroczeniem Armii Czerwonej. Zajął się organizowaniem szkolnictwa w obozach dla uciekinierów w Danii. Po zakończeniu II wojny światowej przeprowadził się do Westfalii. Został wtedy dyrektorem państwowego gimnazjum w Ruthen. Od 1950 roku pracował w nim jako nauczyciel.

### Działalność kulturalna i naukowa
W 1924 roku został członkiem Warmińskiego Towarzystwa Historycznego, następnie pełnił funkcję jego honorowego prezesa. Pasjonowała go historia Warmii. Napisał kilkadziesiąt rozpraw i artykułów które poruszały kwestie gospodarki wiejskiej, historii i kolonizacji Braniewa, Jezioran, Reszla i Lidzbarka. Na jubileusz 600-lecia założenia Reszla i Jezioran stworzył popularnonaukowe monografie obu tych miejscowości. Szczególnie uznanie zyskał zwłaszcza dzięki pierwszej z tych monografii Rössel – 600 Jahre (1937), liczącej 360 stron. Szczególnie interesowała go historia Reszla, opublikował dwa obszerne artykuły o augustianach i jezuitach w Reszlu. Odtwarzał własne drzewo genealogiczne. Napisał około 130 życiorysów postaci pochodzących z Prus Wschodnich.

### Odznaczenia
Za zasługi jako pedagog, historyk oraz pośrednik pomiędzy Prusami Wschodnimi i Zachodnimi został odznaczony w 1960 roku Orderem Zasługi Republiki Federalnej Niemiec (pierwszej klasy).

### Życie osobiste
10 lipca 1923 zawarł związek małżeński z Elisabeth. Posiadał trzech synów: Konrada (ur. 1924), Rudolfa (ur. 1928) i Lothara (1942–1945).